# 941 (numero)
Novecentoquarantuno (941) è il numero naturale dopo il 940 e prima del 942.

## Proprietà matematiche
- È un numero dispari.
- È un numero primo.
  - È un numero primo cugino (imparentato con il 937).
  - È un numero primo di Eisenstein.
- È un numero palindromo nel sistema posizionale a base 13 (575).
- È un numero omirp.
- È parte delle terne pitagoriche (580, 741, 941), (941, 442740, 442741).
- È un numero intero privo di quadrati.
- È un numero odioso.
- È un numero nontotiente in quanto dispari e diverso da 1.
- È un numero congruente.

## Astronomia
- 941 Murray è un asteroide della fascia principale.
- NGC 941 è una galassia spirale della costellazione della Balena.

## Astronautica
- Cosmos 941 è un satellite artificiale russo.